# Tammy Lauren
Tammy Lauren Vásquez, nota semplicemente come Tammy Lauren (San Diego, 16 novembre 1968), è un'attrice statunitense. Attiva sia in televisione che al cinema, ha recitato da protagonista nel noto film horror Wishmaster - Il signore dei desideri.

## Biografia
Inizia a recitare all'età di 10 anni, apparendo dapprima in un episodio della serie televisiva Fantasilandia e interpretando subito dopo un ruolo ricorrente in Attenti ai ragazzi. Negli anni successivi ottiene altri ruoli ricorrenti in serie televisive di successo come Angie e Out of the Blue, oltre ad esordire sul grande schermo interpretando il ruolo di Julie nel film Disney L'ultimo viaggio dell'arca di Noè. Continua a lavorare principalmente in televisione, apparendo tuttavia nel 1988 Tiger Warsaw. Sempre nel 1988 ottiene una nomination come "miglior attrice drammatica in un film o speciale televisivo" ai Young Artist Award per un ruolo interpretato nella serie antologica CBS Schoolbreak Special.
Nel corso degli anni '90 si dedica sia alla televisione che al cinema, interpretando alcuni fra i ruoli più rilevanti della sua carriera: in televisione rientra nel cast fisso della serie Homefront - La guerra a casa, in onda tra il 1991 e il 1993, mentre al cinema ottiene il ruolo della protagonista nel film horror Wishmaster - Il signore dei desideri, opera destinata a dar vita a una saga cinematografica. Dal 1998 in poi, l'attrice si dedica esclusivamente all'ambito televisivo, ottenendo fra gli altri un ruolo di primo piano nella soap opera Febbre d'amore, in cui recita per oltre 100 episodi.

## Filmografia

### Cinema
- L'ultimo viaggio dell'arca di Noè, regia di Charles Jarrott (1980)
- Il ritorno di Tiger, regia di Amin Q. Chaudhri (1988)
- Ho visto cosa hai fatto... e so chi sei!, regia di Fred Walton (1988)
- Al di là del lago, regia di Arthur Allan Seidelman (1988)
- Desperate for Love, regia di Michael Tuchner (1989)
- Nella tana del serpente, regia di  Rod Holcomb (1990)
- Benvenuti a Radioland, regia di Mel Smith (1994)
- Wishmaster - Il signore dei desideri, regia di Robert Kurtzman (1997)
- Mad City - Assalto alla notizia, regia di Constantin Costa-Gavras (1997)
- Honeymoon, regia di Joan Carr-Wiggin (1997)

### Televisione
- Fantasilandia (Fantasy Island) – serie TV, 1 episodio (1978)
- Attenti ai ragazzi – serie TV, 11 episodi (1978-1979)
- Angie – serie TV, 12 episodi (1979)
- Out of the Blue – serie TV, 12 episodi (1979)
- Mork & Mindy – serie TV, 1 episodio (1979)
- Quincy (Quincy, M.E.) – serie TV, 1 episodio (1980)
- CHiPs – serie TV, 3 episodi (1980-1983)
- Boomer cane intelligente – serie TV, 1 episodio (1981)
- Doppio gioco a San Francisco – serie TV, 1 episodio (1981)
- Nuts & Bolts, regia di Peter H. Hunt – film TV (1981)
- L'albero delle mele – serie TV, 1 episodio (1982)
- Angioletto senza ali, regia di Leslie H. Martinson – film TV (1982)
- La casa nella prateria (Little House on the Prairie) – serie TV, episodio 9x04 (1982)
- Little Darlings, regia di Joel Zwick – film TV (1982)
- M.A.D.D.: Mothers Against Drunk Drivers, regia di William A. Graham – film TV (1983)
- Things Are Looking Up, regia di Jeff Bleckner – film TV (1984)
- P/S - Pronto soccorso – serie TV, 1 episodio (1984)
- Playing with Fire, regia di Ivan Nagy – film TV (1985)
- The Best Times – serie TV, 5 episodi (1985)
- Reato d'innocenza, regia di Michael Miller – film TV (1985)
- MacGyver – serie TV, 1 episodio (1986)
- Morningstar/Eveningstar – serie TV, 7 episodi (1986)
- Fresno – serie TV, 5 episodi (1986)
- I ragazzi di Stepford, regia di Alan J. Levi – film TV (1985)
- Fuorilegge – serie TV, 1 episodio (1987)
- Disneyland – serie TV, 1 episodio (1987)
- Casa Keaton – serie TV, 2 episodi (1987)
- CBS Schoolbreak Special – serie TV, 3 episodi (1987-1993)
- The Bronx Zoo – serie TV, 1 episodio (1988)
- ABC Afterschool Special – serie TV, 1 episodio (1988)
- La famiglia Hogan – serie TV, 1 episodio (1989)
- I viaggiatori delle tenebre – serie TV, 1 episodio (1989)
- Homefront - La guerra a casa – serie TV, 41 episodi (1991-1997)
- Matlock – serie TV, 1 episodio (1994)
- Sisters – serie TV, 2 episodi (1994)
- Un detective in corsia (Diagnosis: Murder) – serie TV, 1 episodio (1994)
- Grace Under Fire – serie TV, 1 episodio (1994)
- Dave's World – serie TV, 41 episodi (1994-1995)
- Mr. & Mrs. Smith – serie TV, 1 episodio (1996)
- Walker Texas Ranger – serie TV, 2 episodi (1997)
- The Visitor – serie TV, 2 episodi (1997)
- Quell'uragano di papà – serie TV, 2 episodi (1997-1999)
- Più forte ragazzi – serie TV, 5 episodi (1998)
- That's Life – serie TV, 1 episodio (2002)
- The Drew Carey Show – serie TV, 4 episodi (2003)
- Wanda at Large – serie TV, 7 episodi (2003)
- Febbre d'amore – soap opera, 107 puntate (2006-2008)
- Crossing Jordan – serie TV, 1 episodio (2005)
- The Game – serie TV, 1 episodio (2007)
- Due uomini e mezzo (Two and a Half Men) – serie TV, 1 episodio (2007)
- Madison Avery – serie TV (2010)
- Criminal Minds – serie TV, 1 episodio (2014)